# Große Kerbameise
Die Große Kerbameise (Formica exsecta) aus der Unterfamilie der Schuppenameisen (Formicinae) gehört zur Gattung der Waldameisen (Formica) und dort zur Untergattung der Kerbameisen (Coptoformica). Die Große Kerbameise war das Insekt des Jahres 2011.

## Merkmale
Die Gaster und die hintere Kopfhälfte sind braunschwarz bis schwarz gefärbt. Mesosoma, Stielchenglied und Beine weisen eine meist rotbraune Färbung auf. Die zwei kleinen schwarzen Flecken auf Pronotum und Mesonotum erscheinen undeutlich umgrenzt und sind schwach bis deutlich ausgeprägt. Als wichtigstes Erkennungsmerkmal für Coptoformica-Arten gilt die starke, mittige Einbuchtung des Hinterkopfes. Die Arbeiterinnen messen 4,5 bis 7,5 Millimeter.
Die Königinnen sind 7,5 bis 9,5 Millimeter lang und die Männchen vier bis neun Millimeter.

## Verbreitung und Lebensraum
Diese Art kommt gesamtpaläarktisch von Iberien und den Britischen Inseln bis nach Ostsibirien vor. Sie lebt in Europa vom 40. bis zum 71. Breitengrad und kommt in den Südalpen bis zu einer Höhe von etwa 2.400 Meter vor. Bevorzugter Lebensraum sind offene oder leicht beschattete Flächen mit oft hohem Grasanteil wie Waldlichtungen oder offener Magerrasen mit einzelnen Baumgruppen. Zu trockene Steppen werden gemieden, wie auch zu fette Wiesen oder flussnahe Auen. In ganz Mitteleuropa und Skandinavien besiedelt die Große Kerbameise auch Moorgebiete, wobei sie auch in die feuchten, zentralen Bereiche vordringt.
Die Kuppeln der Ameisenhügel bestehen meist aus feinerem Material als bei der Roten Waldameise (Formica rufa).

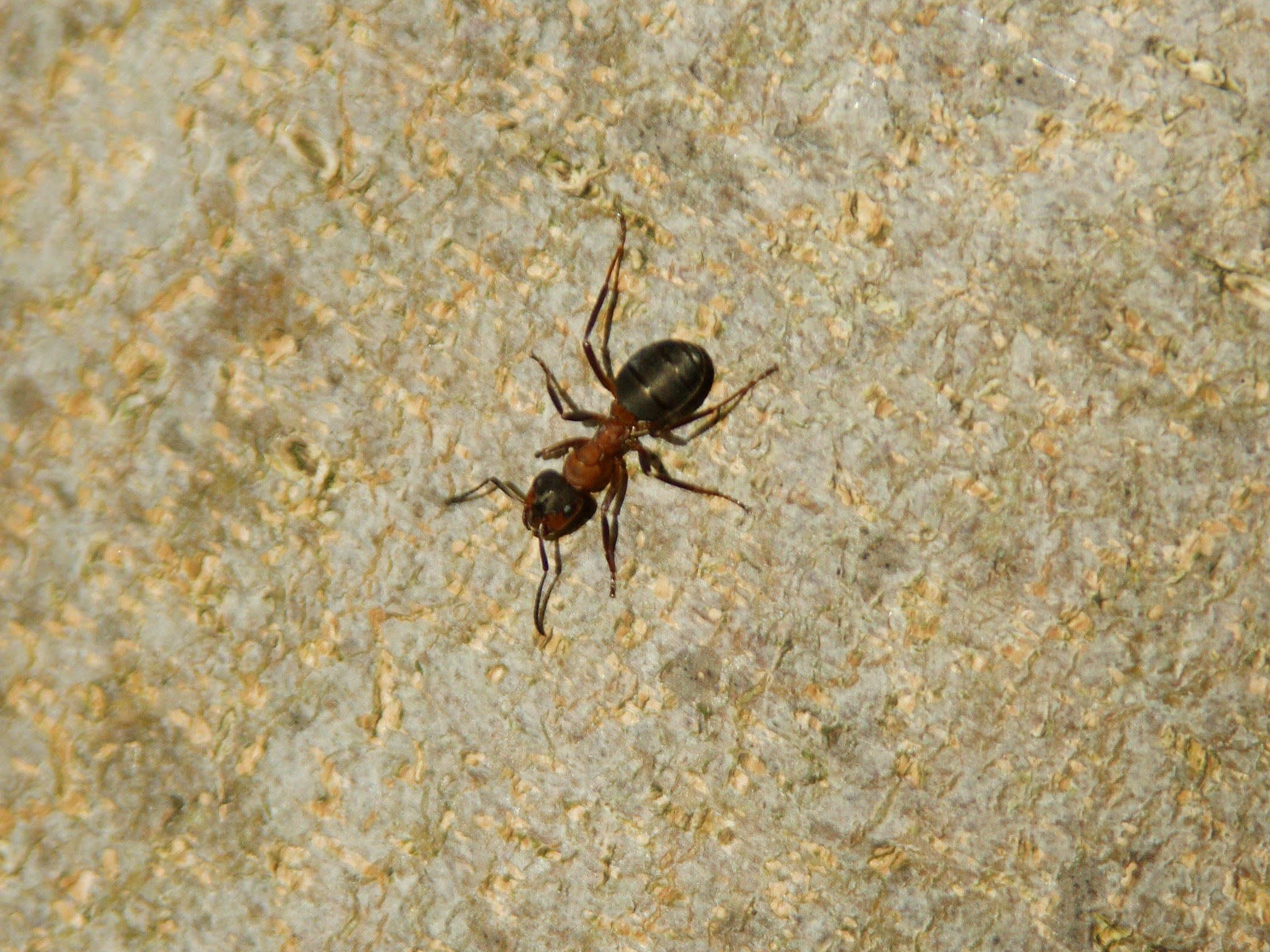
Die Große Kerbameise auf Nahrungssuche

## Lebensweise

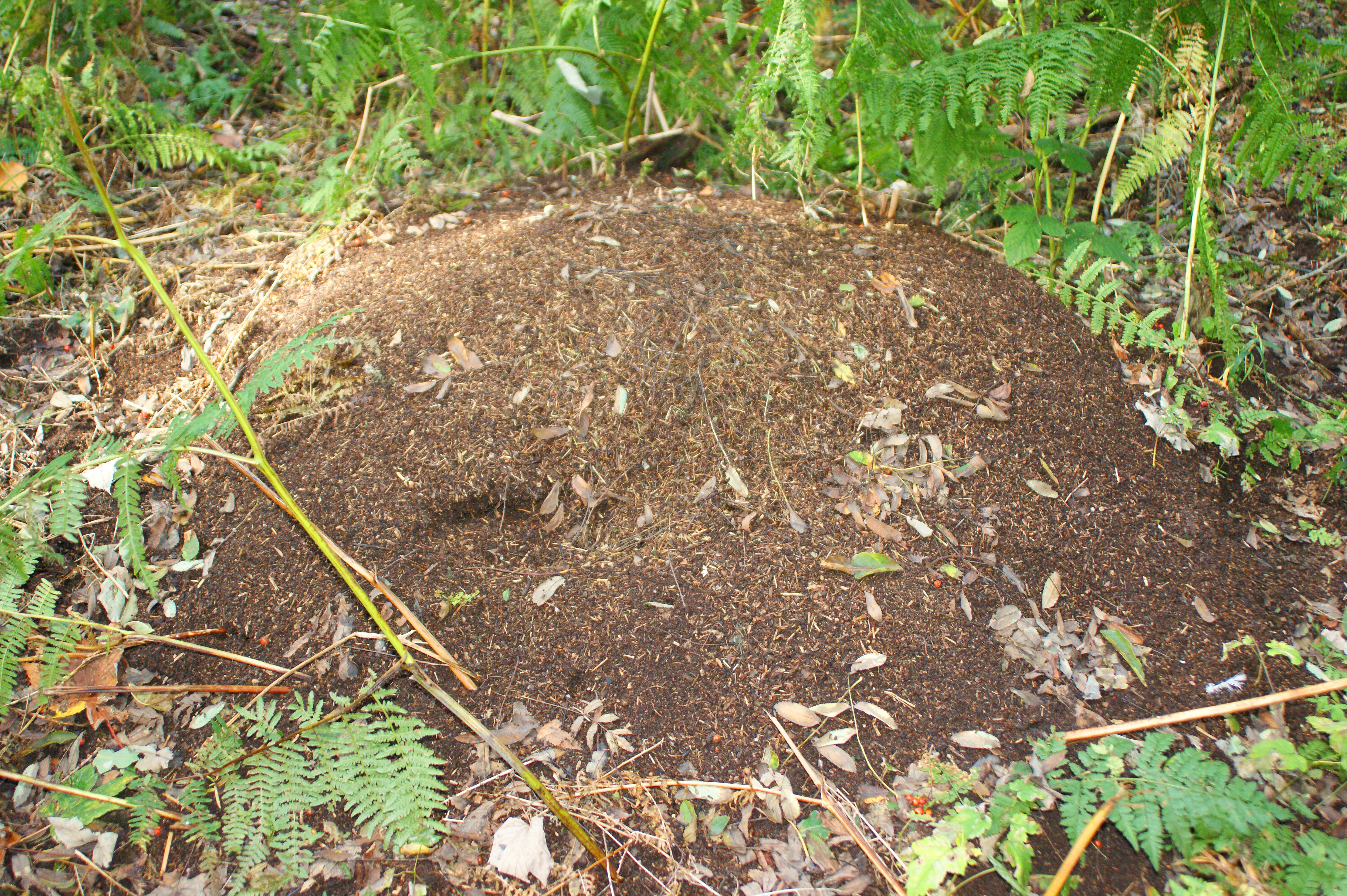
Ameisenhügel der Großen Kerbameise

Die initiale Koloniegründung erfolgt sozialparasitisch bei der Grauschwarzen Sklavenameise (Formica fusca) und Formica lemani. Die Kolonien können polygyn werden und sich bei Überbevölkerung aufspalten und Zweignester bilden. Dabei können Kolonien von 50 bis 300 Nestern entstehen, deren größte Nestkuppeln einen Durchmesser von bis zu 150 Zentimeter erreichen können. F. exsecta ist beim Nestbau sehr aktiv und besitzt ein gutes Sehvermögen. Als Nahrung dienen Insekten und Honigtau. F. exsecta hält von Oktober bis März Winterruhe und schwärmt zwischen Juni und August.